# Волиця (Пйотрковський повіт)
Волиця (пол. Wolica) — село в Польщі, у гміні Александрув Пйотрковського повіту Лодзинського воєводства.
Населення — 59 осіб (2011).
У 1975-1998 роках село належало до Пйотрковського воєводства.

## Демографія
Демографічна структура станом на 31 березня 2011 року:
|          | Загалом | Допрацездатний вік | Працездатний вік | Постпрацездатний вік |
| -------- | ------- | ------------------ | ---------------- | -------------------- |
| Чоловіки | 33      | 4                  | 24               | 5                    |
| Жінки    | 26      | 2                  | 13               | 11                   |
| Разом    | 59      | 6                  | 37               | 16                   |